# Erythranthe rubella
Erythranthe rubella är en gyckelblomsväxtart som först beskrevs av Asa Gray, och fick sitt nu gällande namn av N.S.Fraga. Erythranthe rubella ingår i släktet Erythranthe och familjen gyckelblomsväxter. Inga underarter finns listade i Catalogue of Life.